# Molophilus multicinctus
Molophilus multicinctus är en tvåvingeart som beskrevs av Edwards 1923. Molophilus multicinctus ingår i släktet Molophilus och familjen småharkrankar. Inga underarter finns listade i Catalogue of Life.